# Metsimotlhabe
Metsimotlhabe is een dorp in het district Kweneng in Botswana. De plaats telt 8884 inwoners (2011).